# Корзика и Сардинија
Корзика и Сардинија (лат. Corsica et Sardinia) је била pимска провинција која је обухватала острва Корзику и Сардинију.
Основана је 237. године п. н. е. и постојала је до 456. године.
Главни град провинције је био Каралис (Caralis), данашњи Каљари.